# Cornelis H. M. Versteegh
Cornelis Henricus Maria Versteegh (der erste Vorname häufig in der Kurzform Kees; * 1947) ist ein niederländischer Arabist und Sprachwissenschaftler.
Nach einem Studium der Klassischen Philologie und Semitistik wurde Versteegh 1977 an der Radboud Universiteit Nijmegen promoviert. Dort war er bis 1987 Dozent in der Abteilung Talen en Culturen van het Midden-Oosten. Von 1987 bis 1989 war er Direktor des Nederlands Instituut te Cairo. 1989 wurde er in Nijmegen zum Professor für Arabistik und Islamwissenschaft berufen. Im Mai 2011 wurde er dort emeritiert.
Forschungsschwerpunkt ist die arabische Sprachwissenschaft in doppeltem Sinne: Versteegh gehört zu den maßgeblichen Autoritäten sowohl auf dem Gebiet der arabischen Theorien der Sprachwissenschaft und ihrer Rezeption der altgriechischen Linguistik und Grammatik als auch auf dem Gebiet der sprachwissenschaftlichen Erfassung des Arabischen und seiner vielfältigen Varietäten, einschließlich des Phänomens des Sprachwandels und der Diglossie innerhalb des Arabischen. Aus dieser Perspektive untersuchte Versteegh auch die Bedeutung der Grammatik in der frühen Koranexegese.

## Schriften (Auswahl)
- Greek elements in Arabic linguistic thinking. Leiden, 1977, Übersetzung ins Arabische: Amman, 2000.
- The Stoic verbal system. In: Hermes 108 (1980), Ss. 338–357.
- (Hrsg., mit Konrad Koerner, Hans-Josef Niederehe): The history of linguistics in the Near East. Amsterdam, 1983.
- (Hrsg., mit Hartmut Bobzin): Studies in the history of Arabic grammar, I. Wiesbaden, 1985.
- (Hrsg., mit Michael Carter): Studies in the history of Arabic grammar, II. Amsterdam, 1990.
- Arabic grammar and Qur'anic exegesis in early Islam. Leiden, 1993.
- The explanation of linguistic causes: Az-Zağğāğī’’s theory of grammar. Amsterdam, 1995.
- The Arabic language. Edinburgh, 1997, zweite Auflage 2001 Online-Teilansicht, Übersetzung ins Arabische: Cairo, 2003.
- The Arabic linguistic tradition. London & New York, 1997.
- (mit Wout van Bekkum, Jan Houben und Ineke Sluiter): The emergence of semantics in four linguistic traditions: Hebrew, Sanskrit, Greek, Arabic. Amsterdam, 1997.
- Linguistic Contacts between Arabic and Other Languages, in: Arabica Vol. 48, No. 4: Linguistique Arabe: Sociolinguistique et Histoire de la Langue (2001), Ss. 470–508, online (Memento vom 21. Oktober 2012 im Internet Archive) (PDF; 1,5 MB)
- Over taal en verandering (Abschiedsvorlesung 30. Mai 2011), online
- (Hrsg., mit Meikal Mumin): The Arabic Script in Africa. Studies in the Use of a Writing System. Brill, Leiden 2014 (Studies in Semitic Languages and Linguistics, 71).